# NGC 116
NGC 116 é uma galáxia espiral na direção da constelação de Cetus. O objeto foi descoberto pelo astrônomo Gaspare Ferrari em 1865, usando um telescópio refrator com abertura de 9,5 polegadas. 